# 阿爾塞塔斯
阿爾塞塔斯 （希臘語：Ἀλκέτας; ? — 前320年），是佩爾狄卡斯的弟弟，父親是來自奧勒提斯（Orestis）的奧龍特斯（Orontes）。
阿爾塞塔斯首次出現在史書中是在亞歷山大大帝遠征印度之時，當時他是亞歷山大的一位將領。在亞歷山大逝世後，他支持他兄弟佩爾狄卡斯一黨，前322年，當亞歷山大同父異母的姊妹庫娜涅（Cynane）要把她的女兒歐律狄刻嫁給虛位的國王腓力·阿里達烏斯之時，他受佩爾狄卡斯之命謀殺了庫娜涅。繼業者戰爭爆發後，在前321年，佩爾狄卡斯在埃及被自己的部下謀殺，旗下部隊都歸降托勒密，而阿爾塞塔斯與歐邁尼斯此時正在小亞細亞與克拉特羅斯、安提帕特等交戰，消息傳來許多部隊都叛離了他，並譴責他，阿爾塞塔斯只好率領殘餘的軍隊進行游擊戰。在反阿爾塞塔斯的戰爭中，阿爾塞塔斯拒絕與歐邁尼斯合作，他與阿塔羅斯的部隊會合並在皮西迪亞建立據點，前320年他們在皮西迪亞被安提柯擊敗，阿爾塞塔斯撤退入特梅索斯，但被當地的住民逮住，準備要交給安提柯。為了不讓自己落入安提柯之手，阿爾塞塔斯自殺。

## 腳註
1. ↑   阿利安, 《亞歷山大遠征記》, iv. 27
2. ↑   西西里的狄奧多羅斯, 《歷史叢書》,  xix. 52; 波利艾努斯, Stratagemata, viii. 60; 君士坦丁堡的弗提一世 Bibliotheca, cod. 92;
3. ↑   狄奧多羅斯, xviii. 29, 37, 44-46; 查士丁, Epitome of Pompeius Trogus, xiii. 6, 8; 弗提一世, ibid.